# Олена Процюк
Олена (Еля) Процюк, уроджена Шкільна (19  січня 1917, Теребовля — 5 липня 2009, Львів)  — діячка українського жіночого руху та журналістка, за фахом дорадник у справах фахового вишколу. 
Діячка Союзу українок Австралії (1950—1957), з 1957 року проживала в США — референтка зв’язків Світової федерації українських жіночих організацій (СФУЖО), уповноважена СФУЖО на міжнародних конгресах жіночих організацій, редактор англомовного «Бюлетеня» федерації. Почесний член СФУЖО.

## Біографія
Олена Процюк народилася 19 січня 1917 року в Теребовлі. Її матір'ю була актриса Герміна Лаврівська-Шкільна.  У 1935 1939 роках навчалась у Познані, де познайомилась і одружилась зі своїм чоловіком інженером-машинобудівельником Степаном-Юрієм Процюком. Під час радянської та німецької окупації Олена перебувала у  Львові, наприкінці Другої світової війни виїхала з чоловіком до Австрії. 1950 року родина переїхала до Австралії, де Олена Процюк долучилась до діяльності Союзу українок Австралії, посівши посаду референтки зв’язків. У 1955 році О. Процюк була першим делегатом від СФУЖО на конгресі Міжнародного альянсу жінок у Коломбо, Шрі-Ланка.
1957 року родина Процюків переїжджає у Нью-Йорк (США). Олена Процюк долучилась до роботи Союзу українок Америки і того ж року бере участь у конвенції Міжнародної ради жінок як представниця СФУЖО. 
18 березня 1958 року відбулася зустріч членів Союзу українок Америки з Елеонорою Рузвельт. Метою зустрічі було вияснити ситуацію жінок в СРСР, яку неправдиво подали в статті, написаній Елеонорою Рузвельт після поїздки до СРСР. Однією з учасниць зустрічі була Олена Процюк, яка розповіла пані Рузвельт про справжнє становище жінок в СРСР і жахливі навантаження на них. 
Надалі Олена Процюк продовжувала брати активну участь у жіночих організаціях і міжнародних заходах. Вона брала участь у Конгресі Міжнародної асоціації жінок у Вашингтоні, у Вімблдоні (Англія), Глен-Коув (США), Кенігштайні (Німеччина), а також здобула диплом Master of Science and Business Administration і почала працювати професійно.
У 1965 році Лідія Бурачинська передала референтуру зв'язків СФУЖО Олені Процюк. З 1972 року вона була призначена представницею світової організації  Mouvement Mondial des Mères (MMM)  в ООН, де займалась питаннями захисту прав жінок та поширенням інформації про Україну. 
В 1975 році Олена Процюк разом з делегацією СФУЖО взяла участь у Першій міжнародній конференції жінок в Мехіко-Сіті. 
Працювала другою заступницею голови СФУЖО в США у 1982-1992 роках та очолювала "Бюро Порад" у Нью-Йорку. Брала участь у міжнародних заходах та конференціях з прав людини та жінок у складі делегацій СФУЖО та Mouvement Mondial des Mères при ООН, де вносила петиції та звернення щодо порушень прав людини в СРСР, сприяння у залученні уваги світової громадськості до українського питання, головної справи жінок-політв'язнів та дискримінації родин політв'язнів.  Вона вносила звіти до конференцій ООН та брала участь у семінарах на тему "Жіночі організації та їх роль в розвитку". Процюк також внесла петицію про жінку-в'язня в Україні на семінарі Комісії статусу жінки в ООН 1978 року.
2005 року Олена Процюк повернулася на постійне проживання до Львова. Брала участь у річних нарадах СФУЖО в Києві. Померла 5 липня 2009 року у Львові. Похована на Личаківському цвинтарі у Львові, біля своєї матері, актриси Герміни Лаврівської-Шкільної.